# Vincent Angban
Vincent Atchouailou de Paul Angban (Anyama, 2 febbraio 1985) è un ex calciatore ivoriano, di ruolo portiere.